# Měděné jezero
Měděné jezero (rusky Медное озеро nebo Меднозаводский Разлив) je přehradní nádrž v Leningradské oblasti v Rusku. Nachází se na Karelské šíji. Je 2 km dlouhé a 0,7 km široké.

## Vodní režim
Z jezera odtéká malá řeka Čjornaja rečka do Sestroreckého Razlivu.

## Historie
Nádrž vznikla za hrází, která byla vybudována v 18. století, pro potřeby závodu na výrobu mědi. Na ostrovech a na jejich březích se nacházejí obranná místa Mannerheimovy linie.